# Ministère fédéral de la Santé (Allemagne)
Pour les articles homonymes, voir BMG.
Le ministère fédéral de la Santé (Bundesministerium für Gesundheit, BMG) est le ministère du Gouvernement fédéral allemand chargé de la politique de santé. Il a son siège principal ou son premier siège de service dans la ville fédérale de Bonn et son deuxième siège de service à Berlin. 
La ministre fédérale responsable au sein du cabinet Merz est, depuis le 6 mai 2025, Nina Warken de la CDU.

## Mission
Le ministère est responsable de la politique du gouvernement concernant :
- l’assurance maladie obligatoire et d’assurance contre la dépendance ;
- la gestion et de la réforme du système de santé ;
- de la réglementation en matière d’hospitalisation et de médicaments ;
- de la prévention et de la lutte contre la drogue ;
- des droits des handicapés ;
- des politiques de santé aux niveaux européen et international.

## Organisation
Le ministère est une administration fédérale suprême. Le budget fédéral lui attribue 2,920 milliards d’euros pour 2007.
Le ministre fédéral est assisté d’un secrétaire d’État (Staatssekretär) et deux secrétaires d’État parlementaires (parlamentarische Staatssekretäre). Sont également responsable devant lui le délégué du Gouvernement fédéral pour les drogues et celui pour les intérêts des patients.
Le siège principal du ministère est à Bonn, avec des administrations à Berlin.

## Histoire
Le ministère fédéral a été créé en 1961 sous le nom de ministère fédéral de la Santé (BMG) et a été intégré en 1969 au ministère fédéral de la Famille et de la Jeunesse, qui s'appelait dès lors ministère fédéral de la Jeunesse, de la Famille et de la Santé (aujourd'hui ministère fédéral de la Famille, des Personnes âgées, des Femmes et de la Jeunesse).
Après avoir été rebaptisé ministère fédéral de la Jeunesse, de la Famille, des Femmes et de la Santé en 1986, le ministère fédéral de la Santé (BMG) a été scindé en 1991, ce qui a permis de rétablir la séparation initiale des portefeuilles. Lors de cette scission, le BMG a reçu le département "Soins de santé, assurance maladie", essentiel pour la politique de santé, du ministère fédéral du Travail et des Affaires sociales (de l'époque) et n'est devenu que depuis lors l'acteur central de la politique de santé. En 2002, il a été élargi au domaine des affaires sociales (assurance retraite et assurance dépendance) (car le ministère du Travail a fusionné avec le ministère de l'Économie) et s'est par conséquent appelé ministère fédéral de la Santé et de la Protection sociale (BMGS). En 2005, la compétence en matière de retraite a été à nouveau transférée au ministère fédéral du Travail et des Affaires sociales et, depuis lors, le portefeuille s'appelle à nouveau ministère fédéral de la Santé.

## Liste des ministres chargés de la santé depuis 1961
| Nom                                           | Nom                    | Dates du mandat | Dates du mandat | Parti  | Cabinet(s)                       |
| --------------------------------------------- | ---------------------- | --------------- | --------------- | ------ | -------------------------------- |
|                                               | Elisabeth Schwarzhaupt | 14/11/1961      | 30/11/1966      | CDU    | Adenauer IV et IV Erhard I et II |
|                                               | Käte Strobel           | 01/12/1966      | 15/12/1972      | SPD    | Kiesinger Brandt I               |
|                                               | Katharina Focke        | 15/12/1972      | 14/12/1976      | SPD    | Brandt II Schmidt I              |
|                                               | Antje Huber            | 16/12/1976      | 28/04/1982      | SPD    | Schmidt I, II et III             |
|                                               | Anke Fuchs             | 28/04/1982      | 01/10/1982      | SPD    | Schmidt III                      |
|                                               | Heiner Geißler         | 04/10/1982      | 26/09/1985      | CDU    | Kohl I et II                     |
|                                               | Rita Süssmuth          | 26/09/1985      | 09/12/1988      | CDU    | Kohl II et III                   |
|                                               | Ursula Lehr            | 09/12/1988      | 18/01/1991      | CDU    | Kohl III                         |
|                                               | Gerda Hasselfeldt      | 18/01/1991      | 06/05/1992      | CSU    | Kohl IV                          |
|                                               | Horst Seehofer         | 06/05/1992      | 26/10/1998      | CSU    | Kohl IV et V                     |
|                                               | Andrea Fischer         | 27/10/1998      | 12/01/2001      | Grünen | Schröder I                       |
|                                               | Ulla Schmidt           | 12/01/2001      | 27/10/2009      | SPD    | Schröder I et II Merkel I        |
|                                               | Philipp Rösler         | 28/10/2009      | 12/05/2011      | FDP    | Merkel II                        |
|                                               | Daniel Bahr            | 12/05/2011      | 17/12/2013      | FDP    | Merkel II                        |
|                                               | Hermann Gröhe          | 17/12/2013      | 14/03/2018      | CDU    | Merkel III                       |
|                                               | Jens Spahn             | 14/03/2018      | 08/12/2021      | CDU    | Merkel IV                        |
|                                               | Karl Lauterbach        | 08/12/2021      | 06/05/2025      | SPD    | Scholz                           |
|                                               | Nina Warken            | 06/05/2025      | En fonction     | CDU    | Merz                             |
| Titre du portefeuille : - Depuis 2005 : Santé |                        |                 |                 |        |                                  |